# Barry Dunaway
Barry Dunaway (St. Petersburg, 25 ottobre 1958) è un bassista statunitense.
È famoso per la sua militanza nella band di Yngwie Malmsteen. Ha suonato anche con i Saraya e con i Whiteface.

## Discografia

### Con i Whiteface
- 1980 - Change of Face

### Con Yngwie Malmsteen
- 1989 - Trial by Fire - Live in Leningrad
- 1991 - The Yngwie Malmsteen Collection
- 1997 - Facing the Animal
- 1998 - Live!!
- 1999 - Alchemy

### Con i Saraya
- 1991 - When the Blackbird Sings